# إيمي لي
أيمي لين هارتزلر (ولدت في 13 ديسمبر 1981)، المعروفة باسم إيمي لي، هي مغنية وكاتبة غنائية وعازفة بيانو أمريكية. وهي المغنية الرئيسية في فرقة الروك الحائزة على جائزة الغرامي ايفانسيس، والتي أنشأتها عام 1995 مع عازف الإيتار بن مودي.
تعتبر لي حالياً العضوة الأصلية الوحيدة الباقية في الفرقة، حيث تشترك في تأليف جميع أغانيها. في عام 2008، كرمت من قبل الاتحاد الوطني لمنتجي الموسيقى بجائزة المؤلفين المتميزين التي تعترف بالإنجازات الشخصية للمغنين والمؤلفين. تستوحي لي إلهاماتها الموسيقية من مختلف أنواع الموسيقى التي تتراوح بين مؤلفي الموسيقى الكلاسيكية أشباه موزارت، إلى الفرق والمغنين العصريين مثل كورن، بيورك، داني إلفمان، توري أموس، بيورك وبلمب.
في فبراير 2012 احتلت إيمي لي المرتبة الـ 49 في قائمة (أعظم 100 إمرأة في الموسيقى) الصادرة عن قناة VH1.

## السيرة الذاتية

### حياتها المبكرة
ولدت ايمي لي في ريفرسايد بكاليفورنيا، ابنة كلاً من سارا كارغيل وجون لي وهو شخصية تليفزيونية. للي شقيقتان هما لوري وكاري لي، وشقيق واحد يدعى روبي. لها أيضاً شقيقة أخرى توفيت في سن الثالثة عام 1987 م من مرض مجهول، وقد كتبة لي أغنيتان عنها، الأولى مرحباً (Hello) في ألبوم إفانيسنس الأول Fallen والثانية مثلك (Like You) في الألبوم الثاني The Open Door. أخذت لي دروس العزف على البيانو الكلاسيكي لمدة تسع سنوات.انتقلت عائلة لي إلى مناطق متعددة، من ضمنها فلوريدا وإلينوي، قبل الاستقرار في ليتل روك بأركنساس، حيث أنشأت إفانيسنس مع بن مودي. أكملت لي تحصيلها الدراسي الثانوي في (أكاديمية بولانسكي) ودرست لفترة وجيزة في (جامعة ميديل تينيسي) التابعة للولاية، حيث ركزت على مقرر نظرية الموسيقى والتكوين الموسيقى قبل ترك الجامعة للتركيز على تطوير إفانيسنس.

### الارتباط والزواج
اعلنت ايمي لي في حوارها مع برنامج (ماتش ميوزيك) في التاسع من يناير 2007 ان خطبتها قد تمت في الليلة السابقة، وأعلنت لاحقاً في EvThreads.com أن جوش هارتزلر ذو التسعة والعشرون عاماً آنذاك قد تقدم لها بطلب الزواج، وهو معالج نفسي وصديق قديم للي. وأشارت ايمي لي في مقابلة آخرى أن الأغنيتين اعدني إلى الحياة (Bring me to life) وجيد بما فيه الكفاية (Good Enough) استلهمتها من جوش، تزوج الاثنان في السادس من مايو 2007، وقضيا شهر العسل في جزر الباهاماس، وأعلنت لي بأنها قد أصبحت رسمياً تعرف باسم «أيمي هارتزلر.»

## إفانيسنس

### التأسيس

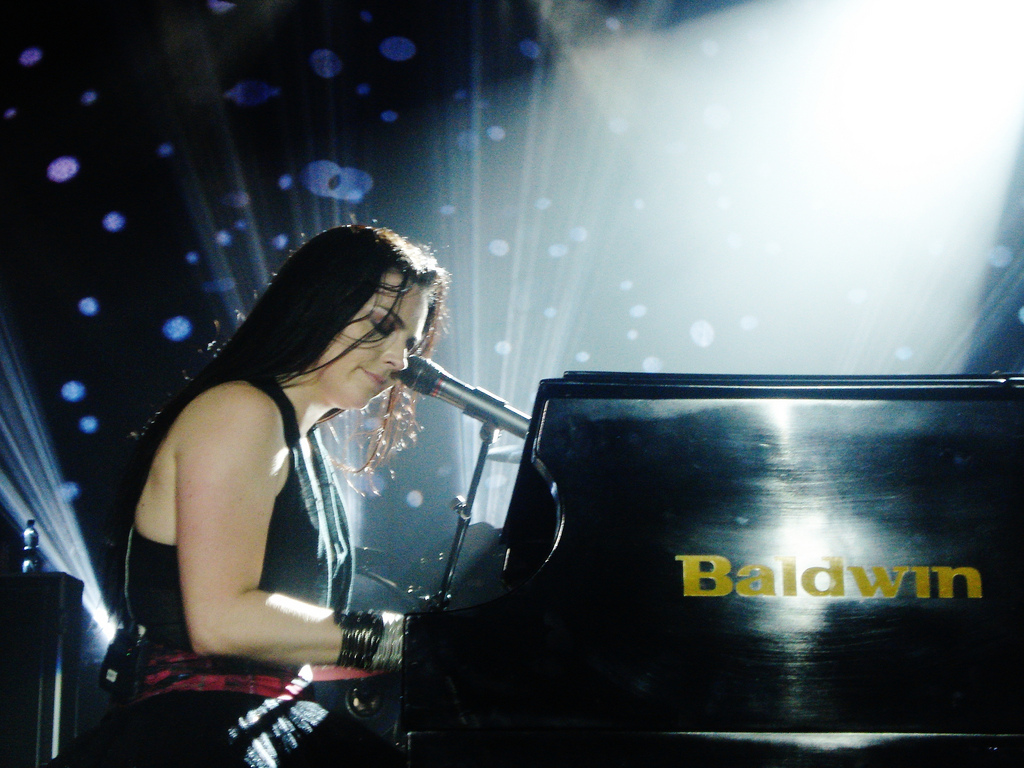
لي خلال أداء حي في 2011

تعرفت لي على بن مودي في مخيم شبابي عام 1994 م، حيث طلب منها الانضمام معه في فرقة روك بعد الاستماع لأدائها لأغنية ميت لوف بعنوان (I'd Do Anything for Love) على البيانو. خلال أقل من شهر، بدأ الاثنان بأداء بعض الأغان في المكتبات المحلية واستراحات القهوة في أركنساس، وتطور الأمر إلى إصدار أغنيتان مطولتان، (Evanescence EP) عام 1998 م و (Sound Asleep EP) عام 1999 ثم قاموا ببيعها في مختلف الأماكن المحلية. في عام 2000، أصدرت الفرقة اسطوانتهم الأولى (Origin) والتي احتوت على ثلاثة أغان تم استخدامها لاحقاً في الألبوم الأول (Fallen).
في 22 أكتوبر 2003، هجر مودي الفرقة نظراً لحدوث خلافات فنية بينه وبين لي، وتولت لي زمام الأمور في الفرقة بإضافة عازف الإيتار تيري بالسامو، وقد أنتج هذا الأمر ردود فعل مختلطة من المعجبين نظراً لقوة العلاقة السابقة فيما بين لي ومودي، إلا أن لي صرحت بأن هذه الحركة كانت لصالح استمرار الفرقة، مؤكدة أن الفرقة قد أصبحت أفضل من ذي قبل بعد مغادر مودي. في مقابلة بعد عدة شهور من رحيل بن صرحت لي قائلتاً«:...كنا قد وصلنا إلى نقطة إذا لم يتغير شيء، فلن نستطيع إصدار البوم ثاني» وقالت أيضا«: نحن آخيراً فرقة حقيقية، وليس فقط بن وانا وعدد قليل من الآخرين».

### دعوى قضائية
في 1 ديسمبر 2005، قدم المدير السابق إڤانيسنس دنيس رايدر دعوى قضائية للمطالبة بمبلغ 10 ملايين دولار ضد لي لخرق شروط العقد. تقول الدعوى ان رايدر فصل من عمله كمدير إڤانيسنس ظلماً وقبل الأوان، حيث كان ينص العقد على ثلاثة البومات وليس واحد فقط.
في المقابل، قدمت لي دعوى قضائية مضادة ضد رايدر «خرق واجب ائتماني، والاعتداء الجنسي والضرب، واهمال مهني وتحويل العملات، من بين غيرها من الاتهامات». وتقول الدعوى أيضا ان رايدر «أهمل أعمال لي المهنية والتجارية وركز جهوده على علاقات غير شرعية يخفيها عن زوجته، ليصبح قي حالة سكر خلال اجتماعات العمل، والاعتداء جسديا على النساء والتباهي بذلك، والقيام بحركات جنسية اتجاه لي غير مرحب بها، وتلقي رسوم تتجاوز ما هو منصوص عليه في اتفاق الإدارة واستخدام بطاقات ائتمان لي لشراء الهدايا لعشيقته».
محامي رايدر بيرت ديكسلر، زعم في بيان أنه منذ أصبح رايدر مدير المجموعة في عام 2002، أنجز تماما كل الواجبات والالتزامات المستحقة على الشركة تحت إدارة الاتفاق، وأنه كان دائما ملازما لنفسه بأعلى المعايير المهنية.[بحاجة لمصدر]

## البوم فردي
خلال أكتوبر 2008 في مقابلة لموقع Spin.com قالت لي أنها كانت تكتب أغاني جديدة، لأحتمال مشروع البوم فردي. مشيرةً إلى تأثيرات مثل الموسيقى الفلكلورية وموسيقى السلتيك، كما تقول أن كتاباتها الحالية تجعلها تشعر انها تعود إلى جذورها «القديمة». ولم تذكر تاريخ الإصدار محدد أو أي معلومات أخرى. أما عن السبب وراء هذا الاتجاه الجديد، تقول لي، «أنا بحاجة لأظهار انني أكثر من مجرد كاتبة أُحادية الاتجاه».
في مقابلة مع The Gauntlet في 23 أكتوبر 2008، ذكرت لي انها لا تعرف ما إذا كانت ستبدأ عملا فرديا، قائله انها «وصلت إلى نقطة حيث لا أدري ما هو التالي.» وأشارت إلى أن إڤانيسنس لا زالت معاً، ولكنها وجدت أن الجولة تسير في رتابة. واكدت مجدداً انها حالياً تقوم بكتابة الأغاني، ولكنها لا تعرف فقط ما الغرض الذي سوف تستخدمهم من اجله.
في مقابلة مع spin في مارس 2010، ذكرت لي بأنها كانت «في فضاء مبدع مختلف جداً حينها» بخصوص ما يتعلق بعملها السابق على الألبوم الجديد، وقد كتبت بعض الأغاني الجيدة، فإنه لا شيء من تلك الجهود سيكون متضمن في ألبوم إڤانيسنس الجديد.

## الخلفية الموسيقية
تدربت لي على عزف البيانو تدريباً كلاسيكياً لمدة تسعة سنين، وهي تعزف الآلة خلال الحفلات الموسيقية أو العروض المباشرة عادة. خلال فترتها في المدرسة الثانوية، اشتركت لي في الكورس المدرسي لتصبح لاحقاً رئيسة نادي الكورس. صرحت لي بأن أول الأغان التي تتذكر تأليفها كانتا أبدية الندم (Eternity of the Remorse) التي ألفتها عندما كانت في الحادية عشرة من عمرها، حيث أرادت أن تصبح مؤلفة كلاسيكية، ودمعة واحدة (A Single Tear) التي ألفتها لواجب مدرسي في الصف الثامن. في سنتها الأخيرة من الثانوية، ألفت لي أغنية استمع إلى المطر (Listen to the Rain) التي تم أدائها في حفلة التخرج من قبل الكورس الموسيقي. ذكرت لي أيضاً بأنها ألهمت لأن تكون مؤلفة كلاسيكية بعد مشاهدة فيلم أماديوس (Amadeus) عن موزارت. إلى جانب ذلك، فقد قامت لي بالتدرب على آلة الهارب كما ذكرت في مقابلة أثناء حفل جوائز الغرامي الخمسين.

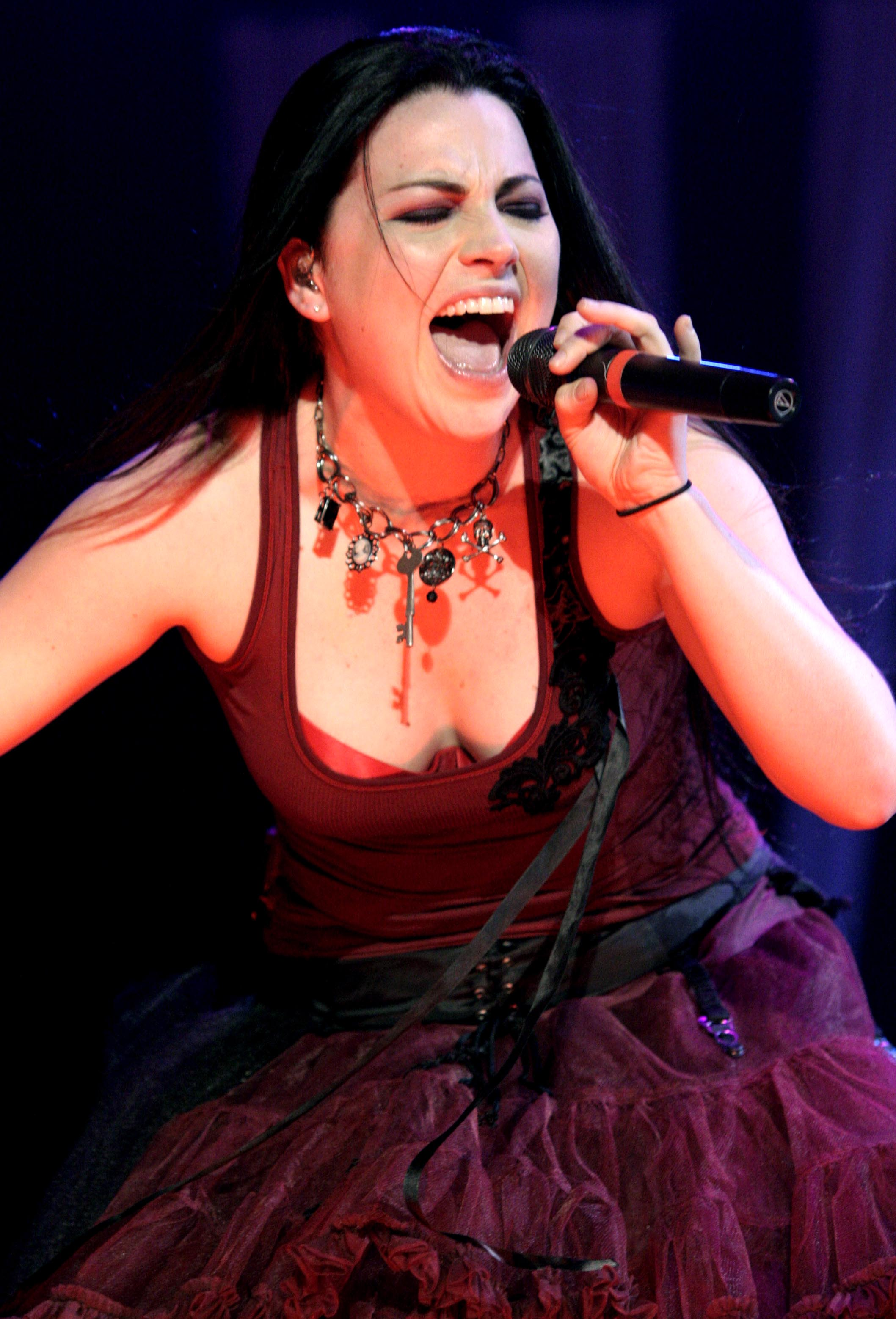
لي في 2007

وفي 13 أكتوبر 2008، شوهدت لي وهي تعزف على الهارب في نهاية آدائها الحي لأغنية أغنية سالي (Sally's Song) في برنامج (عرض الليلة مع جاي لينو).

### الصوت
صنفت لي كمغنية ميزو سوبرانو ذات نطاق صوتي يمتد لثلاثة أوكتيفات وسميتون واحد (Eb3-E6)، حيث تمكنت من غناء نوتة في الطبقة المنخفضة Eb3 في خلفية أغنية (Cloud Nine) وأعلى نوتة موسيقية E6 خلال إحماء صوتي معروض على قناة "MTV Diary". تستخدم لي الكثير من الألحان الشبيهة بالأوبرا والقريبة من ألحان الكورس في غنائها، وبشكل أخص في الألبوم الثاني، ويمكنها أيضاً متابعة الغناء في الطبقات المنخفضة بشكل منتظم نسبياً. حلت إيمي في المرتبة الـ 69 في لائحة مجلة (هيت باردير)، لأفضل 100 مغني ميتال في التاريخ.

## الصورة الإعلامية

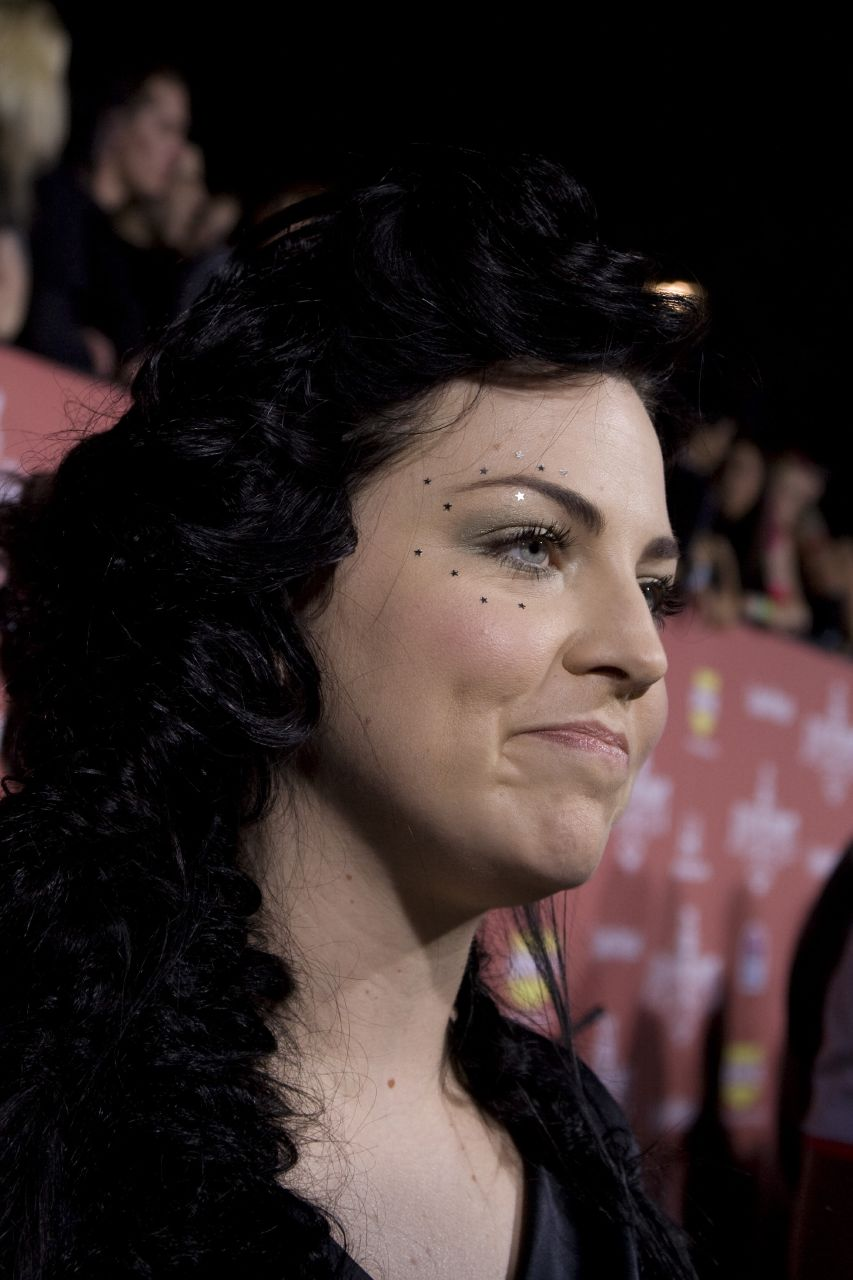
لي في جوائز سكريم 2007

لي لها طراز معين معروف، تتسم في غالب الأحيان باستخدام المكياج القوطي والذوق الفيكتوري في الملابس.، كما أنها تعمل على تصميم العديد من ملابسها ومن أشهر هذه التصميمات الزي الذي ظهرت به في الأغنية المصورة (going under)، والفستان الذي ظهرت به في حفل توزيع جوائز غرامي 2004، والفستان الذي ارتده لغلاف البوم (The open door) فبعد أن صممته اختارت المصمم الياباني ناوتو لتنفيذه لها.
يذكر ناوتو عن لي انها تفضل الزي المحتشم وانها لا تفضل ان تظهر الكثير من الجلد، كما ذكرت في مناسبات عدة انها لن تقوم بابراز ثدييها أو الدخول في الدعاية المثيرة التي من شأنها توجيه الانتباه إلى نفسها، وقد عبرت عن اعتقادها هذا في الأغنية المصورة (Everybody's fool) وقالت إن الأغنية تهدف خداع هؤلاء الفنانين والمشاهير الذين يستخدمون الجنس من أجل لفت الانتباه أمام الجمهور والتي هي في الواقع مجرد أكاذيب وخدع، كما تنتقد في الأغنية الكثير من المغنيات اللاتي تلجأن إلى التعري من أجل الشهرة. مدح كثير من المشجعين لي لرفضها محاكاة المشاهير الآخرين والجماهير باستخدام الجاذبية الجنسية في موسيقاها، الجدير بالذكر ان كثير من مشجعي الفريق يحترمون اختيار لي للملابس المحتشمة.
في عام 2006، أدرجت مجلة بليندر ان لي واحدة من أهم النساء والأكثر جاذبية في غناء الروك جنباً إلى جنب مع المطربين مثل جوان جيت، كورتني لوف وليز فاير. في 2013 فازت لي بجائزة NME البريطانية عن فئة «أكثر النساء جاذبية في عالم الموسيقى». وتبلغ ثروة ايمي لي 245 مليون دولار أمريكي.

## مشاريع أخرى
في عام 2000، غنت ايمي لي اغنيتين مع عضو ايفانسيس السابق ديفيد هودجز في أغنيتين مسيحيتين هما: تنفس (Breathe) والأغنية التي لم تصدر تندرج عليك (Fall into you). كما شاركت لي أيضا كصوت ثاني في أغنية أفتقدك (Missing You) مع فرقة بيج ديسيمل (Big Dismal) في البوم صدق (Believe).
ثم قامت لي لاحقا بتسجيل أغنية مع صديقها السابق شون مورغان المغني في الفرقة الجنوب أفريقية سيثر في أغنية مكسور (Broken) من ألبوم التنازل الإصدار الثاني (Disclaimer II). كما ظهرت الأغنية أيضا كجزء من البوم فيلم المعاقب (The Punisher) عام 2004. ظهرت ايمي لي كضيفة شرف في الأغنية المصورة الله سوف يقطعك (God's gonna cut you down) لجوني كاش في أواخر عام 2006.
ومن أعمال ايمي لي خارج ايفانسيس هي مشاركتها فرقة كورن (Korn) في البوم (MTV Unplugged: Korn)، حيث ظهرت لي في أغنية شخص غريب على المقود (Freak on a Leash) وأصدرت الأغنية أيضا كأول أغنية فردية من الألبوم. في يونيو 2008، قدمت رابطة «ناشري الموسيقى الوطنية» لأيمي لي جائزة (رمز الشاعرة) 2008 التي تعترف بكتاب الأغاني البارزين لإنجازاتهم الشخصية.
في سبتمبر 2008، قامت تسجيلات والت ديزني بإصدار ألبوم إعادة النظر في كابوس (Nightmare Revisited) وقد قامت لي بغناء أغنية «أغنية سالي» (Sally's Song) في الألبوم. يحتوي الألبوم على مواد (أغاني) جديدة ونسخ جديدة للأغاني السابقة من أغاني فيلم كابوس قبل عيد الميلاد (Nightmare Before Christmas).

## معلومات أخرى
- أنت (You) هي أغنية شخصية لايمي لي إلا أنها تسربت عبر الإنترنت وقد طلبت لي من معجبيها الامتناع عن تحميل الأغنية إلا أن عدد قليل منهم فقط هو الذي استمع لها.
- كاري ولوري أخوات ايمي لي شاركوا كصوت ثاني في أغنية حدثني عنما تكون في وعيك (Call Me When You Are Sober).
- أصبحت ايمي لي رئيسة منظمة بعيداً عن الظلال (Out of Shadows) في عام 2006. هذه المنظمة هي منظمة دولية وجمعية خيرية الأساس هدفها توفير التعليم عن الصرع كما تعمل على توصيل المفهوم الصحيح في كيفية التعامل مع مرضى الصرع. الجدير بالذكر أن أخ لي الأصغر روبي، مصاب بأحد أنواع الصرع.

## الإصدارات والمشاركات

### ايفانسيس
- ساقط (Fallen) عام 2003.
- الباب المفتوح (The open door) عام 2006.
- إڤانيسنس (Evanescence) عام 2012.

### التعاون والأغاني الأخرى
| العام | الفنان                  | الأغنية                                                             | الإصدار "الألبوم"                                           |
| ----- | ----------------------- | ------------------------------------------------------------------- | ----------------------------------------------------------- |
| 2000  | ديفيد هودجز (و) ايمي لي | "تنفس" (Breathe)                                                    | The Summit Church: Summit Worship                           |
| 2003  | بيج ديسيمل (و) ايمي لي  | "افتقدك" (Missing you)                                              | Believe                                                     |
| 2004  | سيثر (و) ايمي لي        | "مكسور" (Broken)                                                    | Disclaimer II "The Punisher: The Album                      |
| 2007  | كورن (و) ايمي لي        | "شخص غريب على المقود" (Freak on a Leash)                            | MTV Unplugged: Korn                                         |
| 2008  | ايمي لي                 | "أغنية سالي" (Sally's Song)                                         | Nightmare Revisited                                         |
| 2011  | ايمي لي                 | "اسفل حتى منتصف الدرج" (Halfway Down the Stairs)                    | Muppets: The Green Album                                    |
| 2012  | ايمي لي                 | "انا وحيد جداً حتى انه بأمكاني البكاء" (I'm So Lonesome I Could Cry) | We Walk The Line: A Celebration of the Music of Johnny Cash |

## وصلات خارجية
- إيمي لي على موقع IMDb (الإنجليزية)
- إيمي لي على موقع روتن توميتوز (الإنجليزية)
- إيمي لي على موقع ميوزك برينز (الإنجليزية)
- إيمي لي على موقع إن إن دي بي (الإنجليزية)
- إيمي لي على موقع ديسكوغز (الإنجليزية)
- إيمي لي على موقع قاعدة بيانات الفيلم (الإنجليزية)
- إيمي لي على موقع كينوبويسك (الروسية)
- الموقع الرسمي للفرقة